# عزيز أباد السفلي (ديناران)
عزیز أباد السفلی (بالفارسية: عزیزآباد سفلی) هي قرية تقع في إيران في قسم دیناران الريفي. يقدر عدد سكانها بـ 368 نسمة .